# Heat (pel·lícula de 1972)
Heat és una pel·lícula de comèdia dramàtica estatunidenca del 1972 escrita i dirigida per Paul Morrissey, produïda per Andy Warhol i protagonitzada per Joe Dallesandro, Sylvia Miles i Andrea Feldman. La pel·lícula va ser concebuda per Warhol com una paròdia de la pel·lícula de 1950 Sunset Boulevard. És l'última entrega de la "Trilogia de Paul Morrissey" produïda per Warhol, després de Flesh (1968) i Trash (1970).

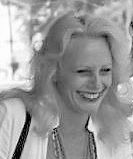
Sylvia Miles

## Trama
Joey Davis és una antiga estrella infantil a l'atur que es manté com a prostitut a Los Angeles. Joey utilitza el sexe per aconseguir que la seva propietària li redueixi el seu lloguer, i després sedueix Sally Todd, una antiga estrella de Hollywood. Sally intenta ajudar en Joey a reviure la seva carrera, però la seva condició d'ex-actriu mediocre resulta ser força inútil. La filla psicòtica de la Sally, la Jessica, complica encara més la relació entre la Sally i el cínic i emocionalment adormit Joey.

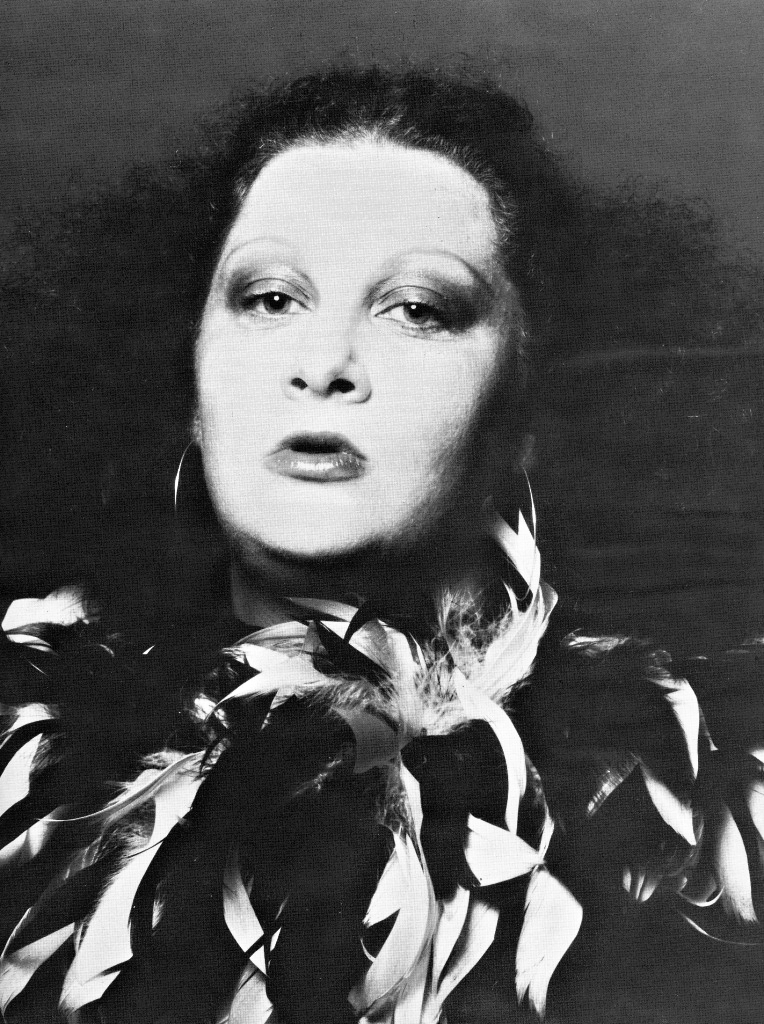
Pat Ast

## Repartiment
- Joe Dallesandro com a Joey Davis
- Sylvia Miles com a Sally Todd
- Andrea Feldman com a Jessica
- Pat Ast com a Lydia, la propietària del motel
- Ray Vestal com a Ray, el productor
- Lester Persky com Sidney
- Eric Emerson com a Eric
- Gary Kaznocha com a Gary
- Harold Stevenson com a Harold (acreditat com a Harold Childe)
- John Hallowell com a columnista del cor
- Pat Parlemon com a Noia al costat de la piscina

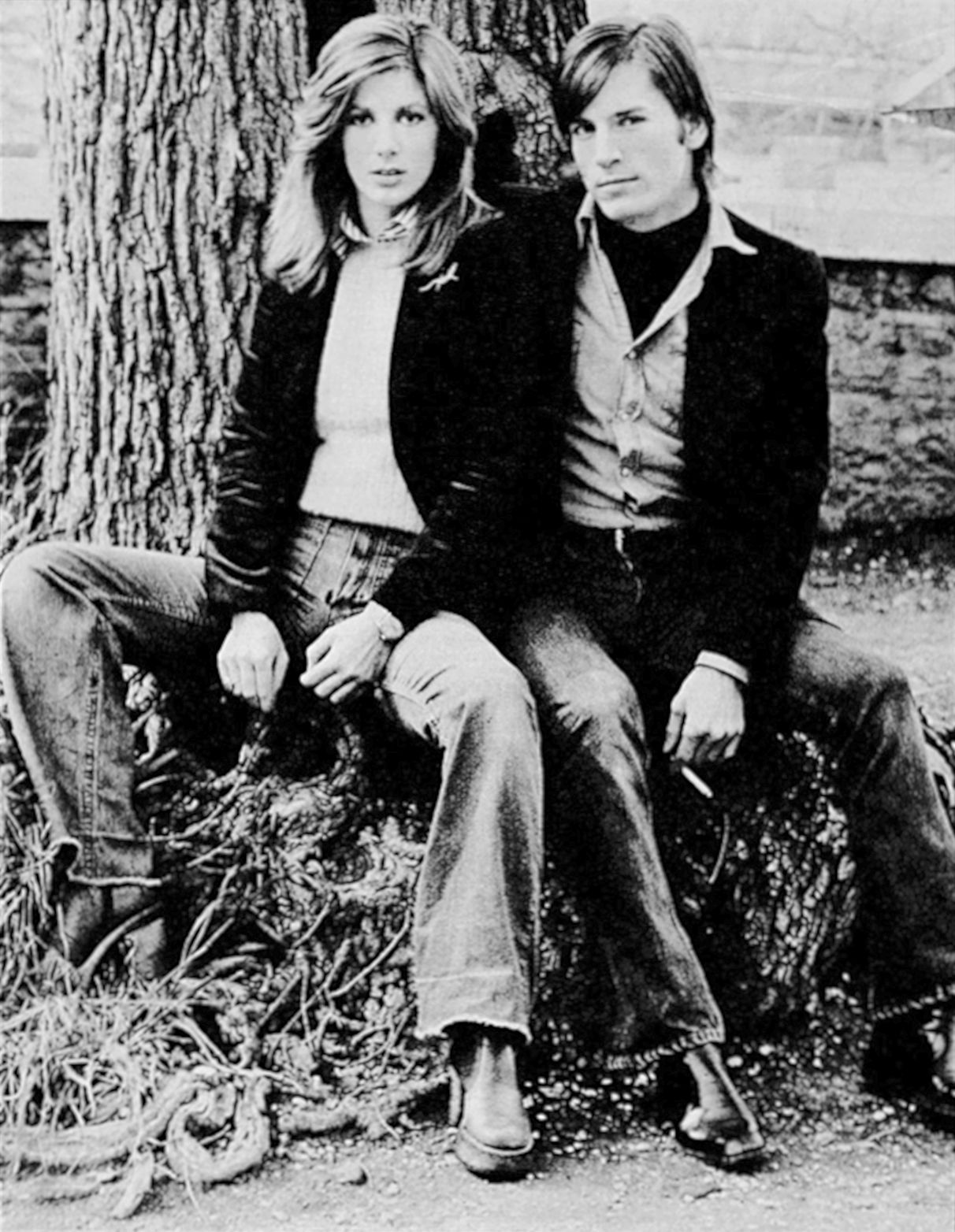
Stefania Casini i Joe Dallesandro (1974)

- Bonnie Walder com a Bonnie

## Alliberament
La pel·lícula es va projectar al 25è Festival Internacional de Cinema de Canes. La pel·lícula també es va projectar al Festival de Cinema de Nova York el 5 d'octubre de 1972, abans d'estrenar-se l'endemà al Festival Theatre de Nova York i després expandir-se al Waverly Theatre a Greenwich Village i al Rialto Theatre a Times Square l'11 d'octubre.

## Recepció
La pel·lícula va tenir una bona acollida a Canes i la projecció del Festival de Cinema de Nova York va ser rebuda per un públic generalment entusiasta, però tres persones van marxar, amb una senyora que va afirmar: "És la cosa més repugnant que he vist mai" i referint-se a les pel·lícules de l'època "Fes-les, fes-les, només que no les mostris a ningú."
En una taula rodona després de la projecció del Festival de Cinema de Nova York, Otto Preminger la va qualificar de "depriment entretingut". Després d'ignorar prèviament la majoria de les pel·lícules de Warhol, el New York Daily News va revisar la pel·lícula, amb Kathleen Carroll atorgant-li tres estrelles. L'anunci de la pel·lícula va ser censurat al Daily News amb una samarreta pintada a Dallesandro i una corretja del sostenidor a Miles.
Andrea Feldman, que va tenir un paper molt més important que en anteriors pel·lícules de Warhol, va morir poc abans de l'estrena de la pel·lícula, saltant des del catorzè pis de l'apartament dels seus pares. La seva actuació va obtenir crítiques positives, Judith Crist va escriure a la revista New York: "L'actuació més sorprenent, en gran part no-actuació, prové de la difunta Andrea Feldman, com la filla de veu plana i espantada, una massa de confusió psicòtica, infantil i desgarradora."
La pel·lícula va recaptar 28.000 dòlars la seva primera setmana.